# Ерл Мерсії
Ерл Мерсії — титул у пізньому англосаксонському, англо-данському, та ранньому англо-нормандському періодах у графстві Мерсія, Англії. У ці часи графство розташовувалось на території стародавнього королівства Мерсія.

## Елдормени Мерсії
- Ельфгер (950—983)
- Едрік Стреона (1007-17)[1]

## Ерли (графи) Мерсії
- Леофрік (бл. 1030—1057)
- Ельфгар (1057—1062)
- Едвін (1062—1070)